# Elephant & Castle
Elephant & Castle è una stazione della metropolitana di Londra, situata sul ramo di Bank della linea Northern, ed è il capolinea meridionale della linea Bakerloo.

## Storia
La stazione fu costruita in due tappe. La stazione della linea Northern aprì il 18 dicembre 1890  come parte della prima metropolitana di livello profondo, la City & South London Railway (C&SLR). La stazione della linea Bakerloo aprì il 5 agosto 1906, cinque mesi dopo il resto della linea, come parte della Baker Street & Waterloo Railway (BS&WR). Pur appartenendo a società differenti, i binari furono connessi sotto terra a partire dal 10 agosto 1906.
La stazione della C&SLR era simile come concetto a quella di Kennington. Fu parzialmente ricostruita negli anni 1920 con la modernizzazione delle gallerie della C&SLR, e fu ricostruita durante la costruzione del centro commerciale e della rotonda di Elephant & Castle negli anni 1960, ed ancora una volta all'inizio del XXI secolo, con la riapertura avvenuta il 12 dicembre 2003. L'edificio della stazione della BS&WR è in gran parte quello costruito originariamente, ed è una struttura tipica dello stile dell'architetto Leslie Green. La modifica principale è un'estensione moderna con pareti e tetto piano in vetro nella parte occidentale, che dà accesso a tre delle sei arcate. Questi archi, in un classico stile di maiolica rosso scuro, formava il perimetro originale: due sono riempite con negozi che si aprono sulla strada.
La prima nascita di un bebè sulla metropolitana avvenne in questa stazione nel 1924. Secondo la stampa dell'epoca la bambina avrebbe ricevuto il nome di Thelma Ursula Beatrice Eleanor (in modo tale che le iniziali avrebbero composto la parola T.U.B.E.) ma successivamente si provò che la storia era stata inventata e che la bambina si chiamasse Marie Cordery.

## Strutture e impianti
La stazione ha due edifici in superficie, ampiamente separati dalla rotonda settentrionale. Non ci sono scale mobili. All'entrata settentrionale (per la linea Bakerloo), si entra attraverso l'ingresso originale e si esce attraverso la nuova estensione, vicina alla Skipton House. Per passare da qualsiasi biglietteria ai binari è necessario usare gli ascensori o scale a spirale strette e ripide.
L'edificio settentrionale dà l'accesso più diretto alla line Bakerloo, mentre quello meridionale è collegato in maniera più diretta alla linea Northern. Dall'interno della stazione, l'uscita settentrionale è indicata come l'uscita per la London South Bank University e si trova alla punta meridionale del campus triangolare. I viaggiatori che girano a destra a questa uscita possono trovare le indicazioni per l'università. Alcuni cartelli indicano anche l'Imperial War Museum. L'uscita meridionale è indicata come uscita per il centro commerciale ed è quella che permette di accedere alla vicina Stazione di Elephant & Castle della National Rail.
Il Castle Sandwich Bar si trova alla sinistra dell'entrata della linea Bakerloo. Tra di esse si trova l'entrata della South London House, un complesso di uffici sopra la stazione. Dato che Elephant & Castle è usata anche come deposito macchinisti, la London Underground Ltd usa gli edifici posti sopra la stazione per l'amministrazione e l'alloggio dei macchinisti.
Elephant & Castle si trova al confine tra la Travelcard Zone 1 e la 2.

## Sviluppi futuri
La Transport for London ha presentato nel 2017 un progetto per una nuova stazione della linea Northern da inserire nel contesto di un piano di riqualificazione edilizia dell'area. Il progetto è stato approvato nel 2021, e nel gennaio 2022 sono iniziati i lavori per le fondamenta della nuova sezione sotterranea della stazione. Gli scavi di profondità per il nuovo atrio biglietteria sotterraneo sono stati completati nel marzo 2024 e nel settembre 2024 sono stati affidati i lavori per la realizzazione dei nuovi tunnel per il transito dei passeggeri, che si prevede sarà completato nel 2027. 
Il nuovo ingresso si collegherà alle banchine e ai sottopassaggi della linea Northern esistenti, consentendo l'accessibilità delle banchine ai passeggeri con disabilità, per mezzo di ascensori. La TfL stima un incremento della capacità del 30%. La stazione della linea Bakerloo non sarà influenzata direttamente da questo progetto, ma è stato riservato lo spazio per un eventuale collegamento futuro anche con le banchine della Bakerloo.

## Galleria d'immagini

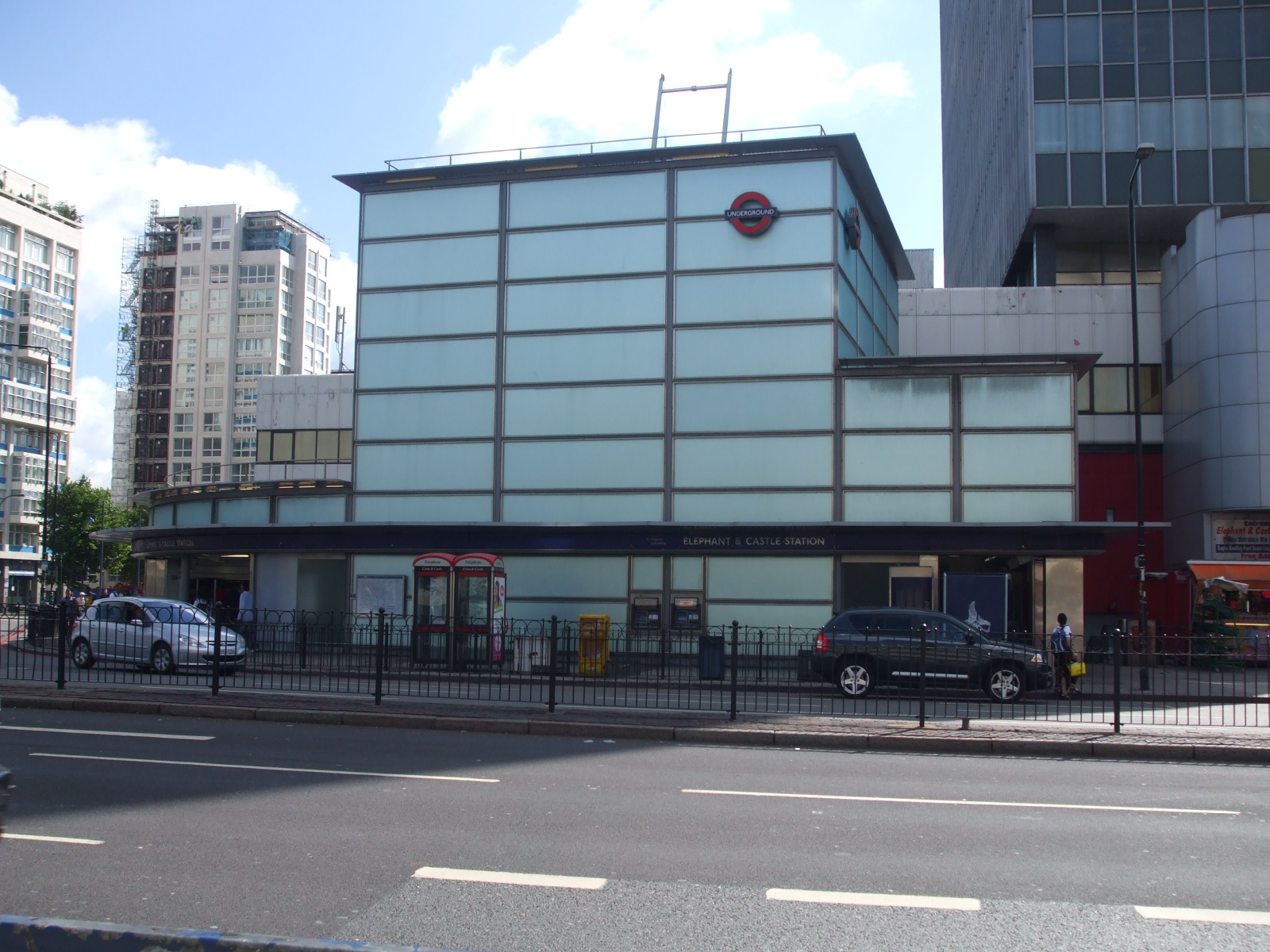
Entrata meridionale
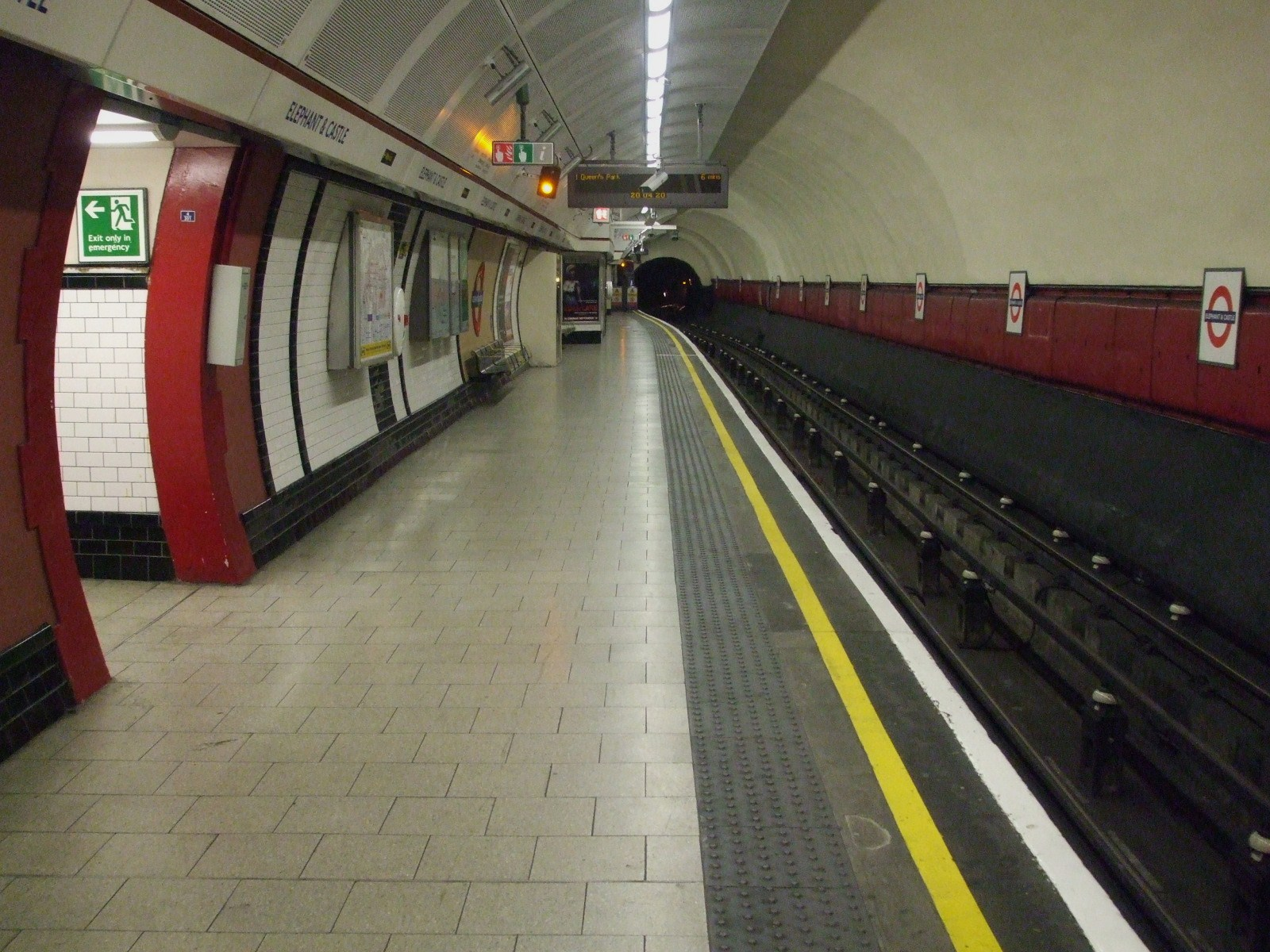
Binario orientale della linea Bakerloo
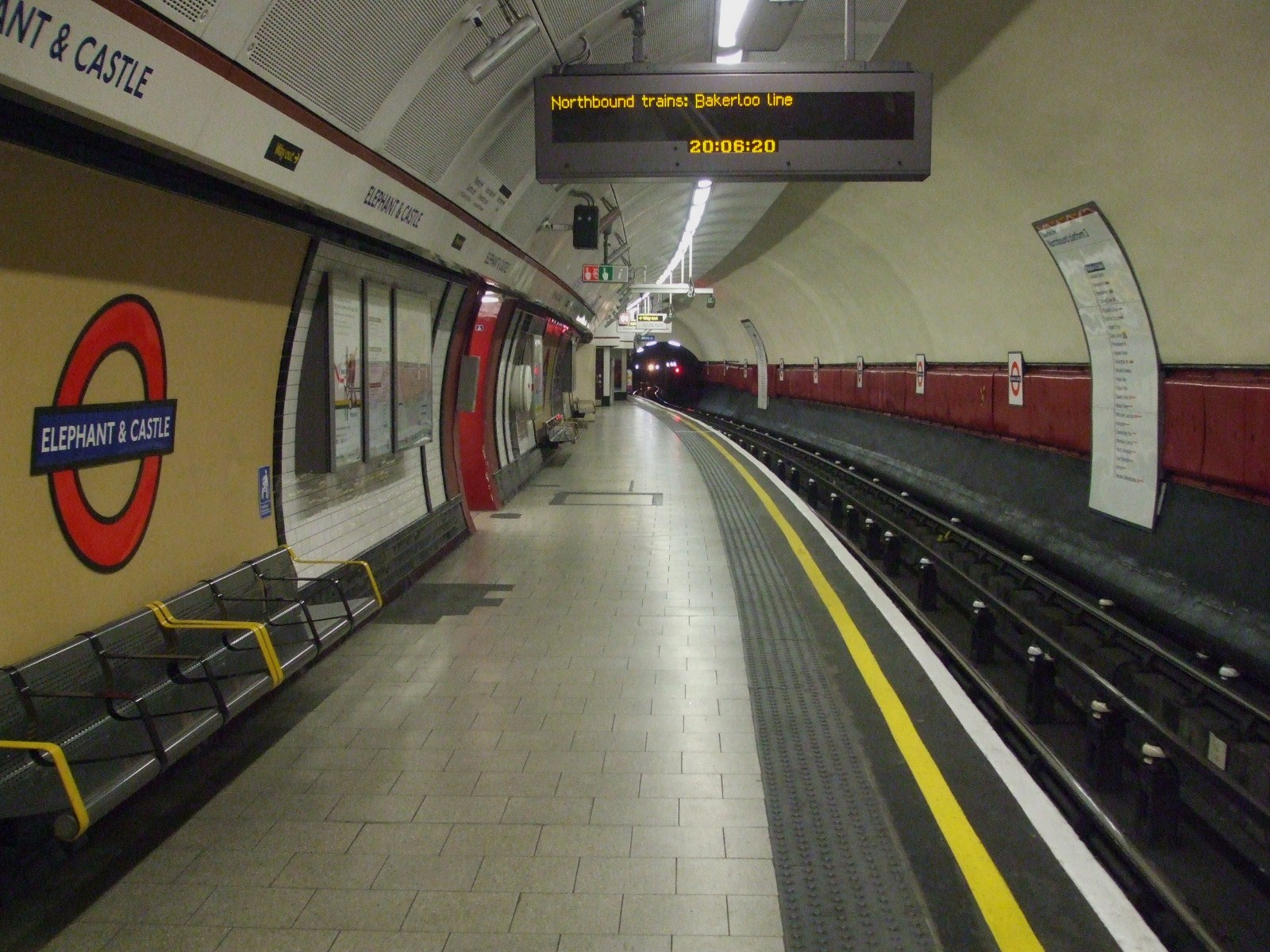
Binario occidentale della linea Bakerloo
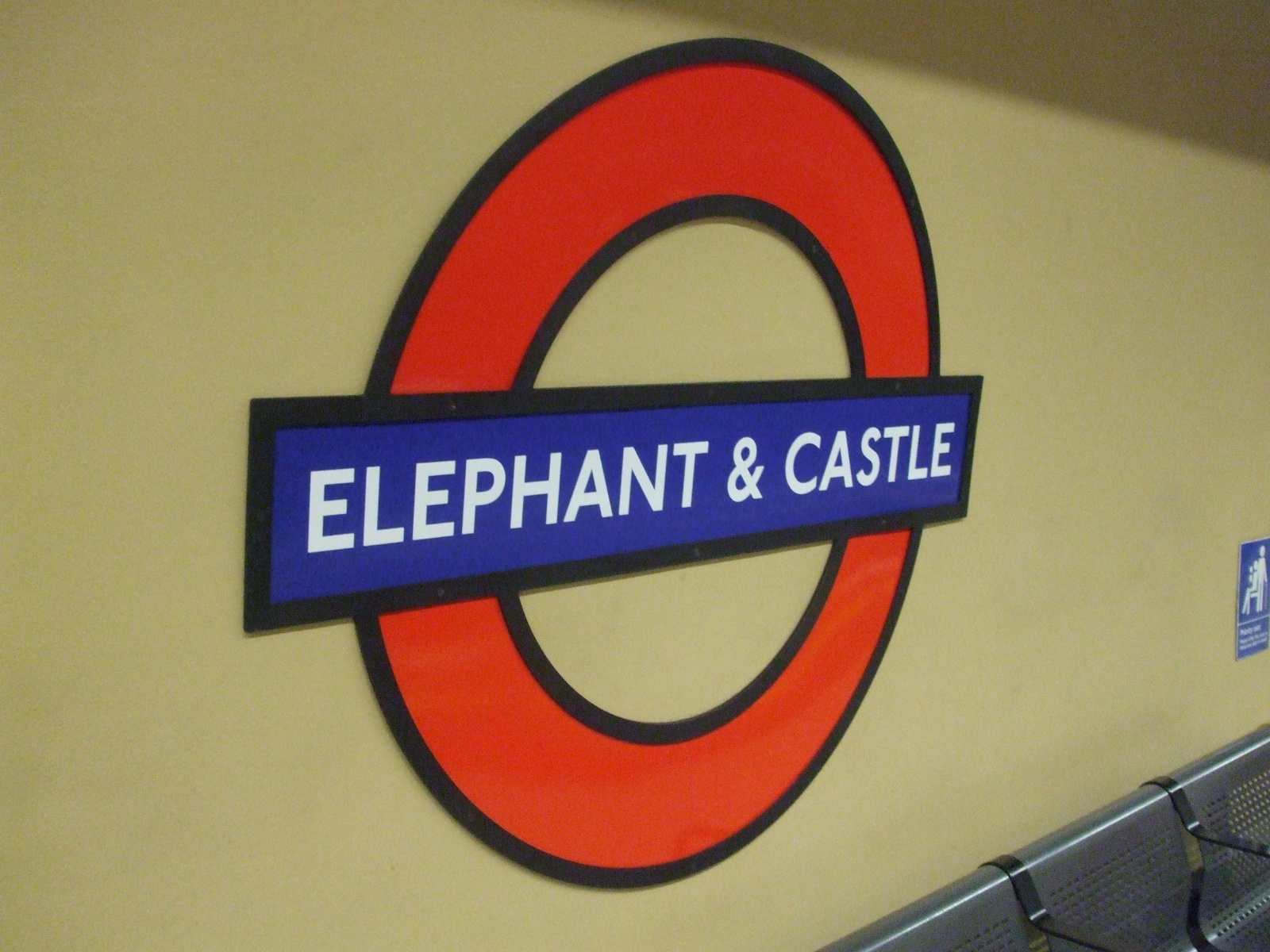
Logo sulla linea Bakerloo
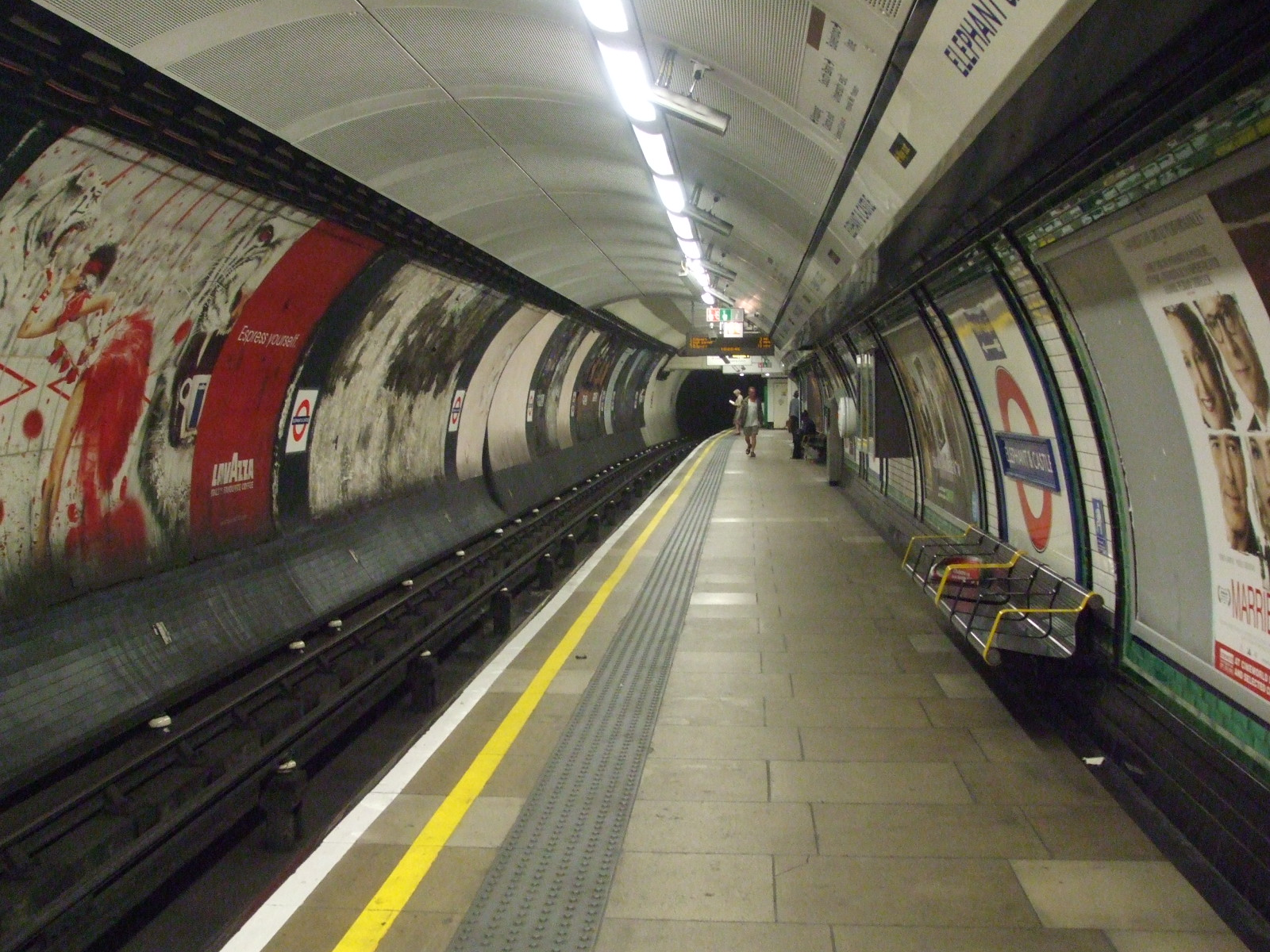
Binario direzione nord della linea Northern
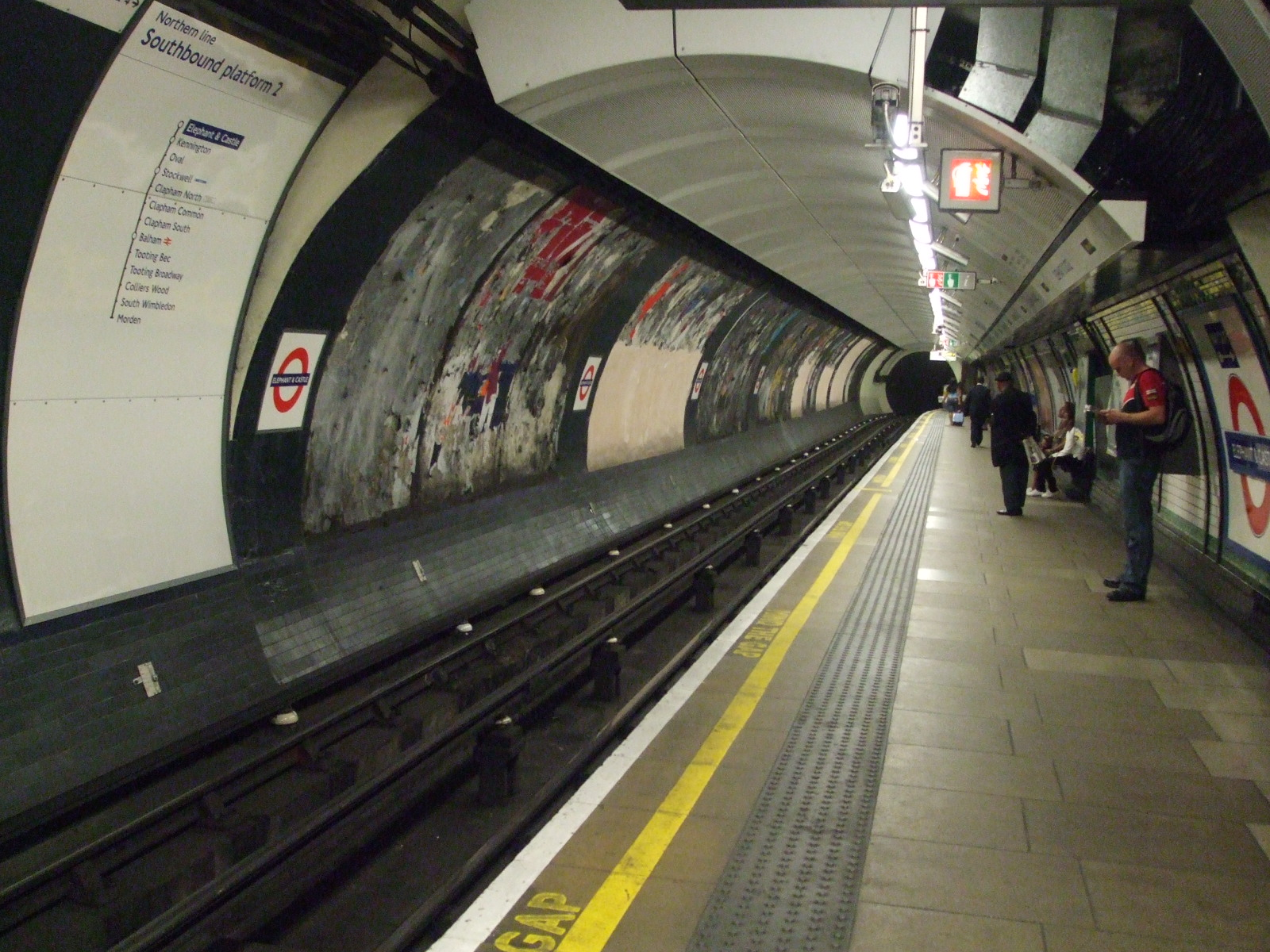
Binario direzione sud della linea Northern
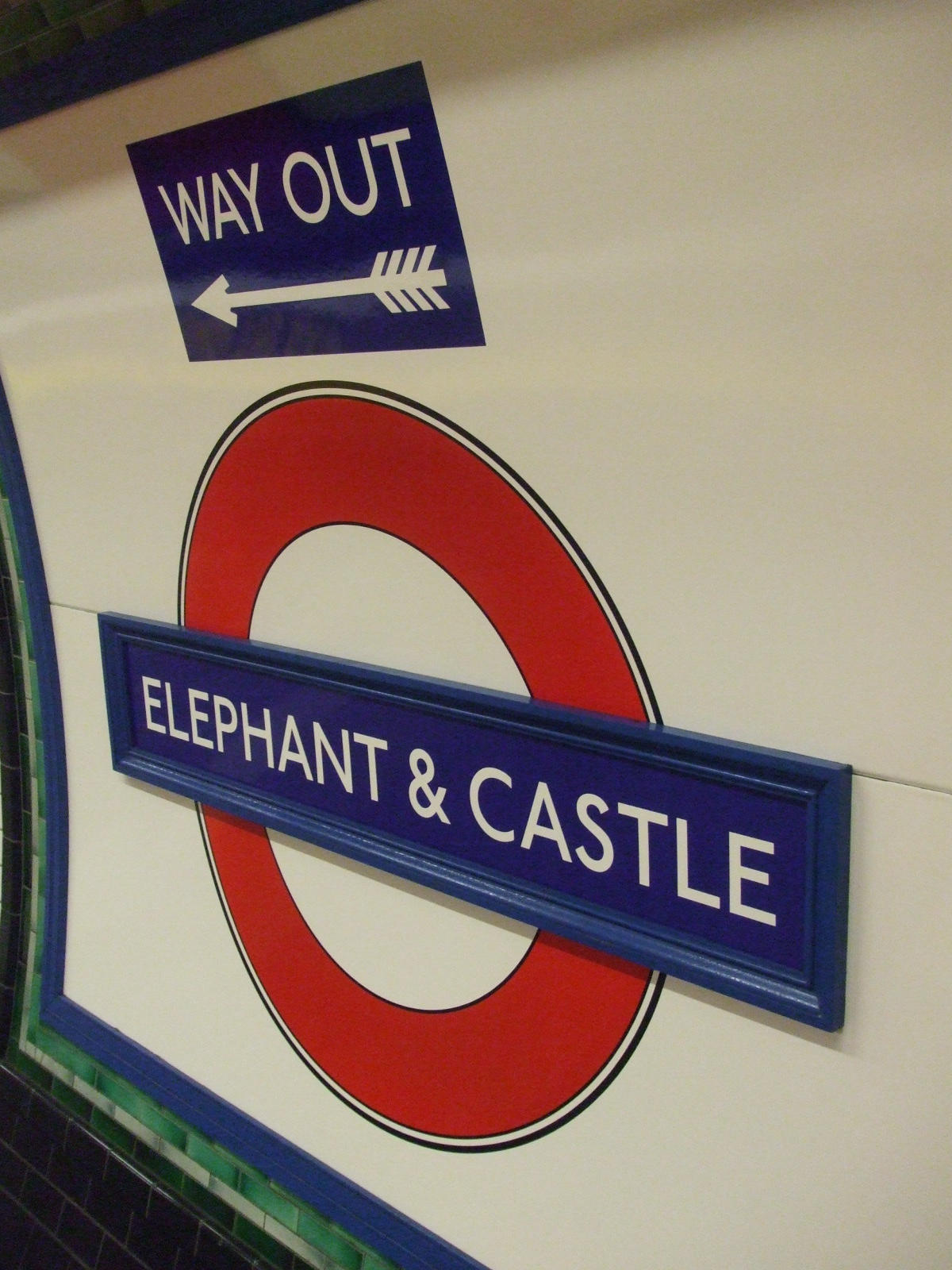
Logo sulla linea Northern
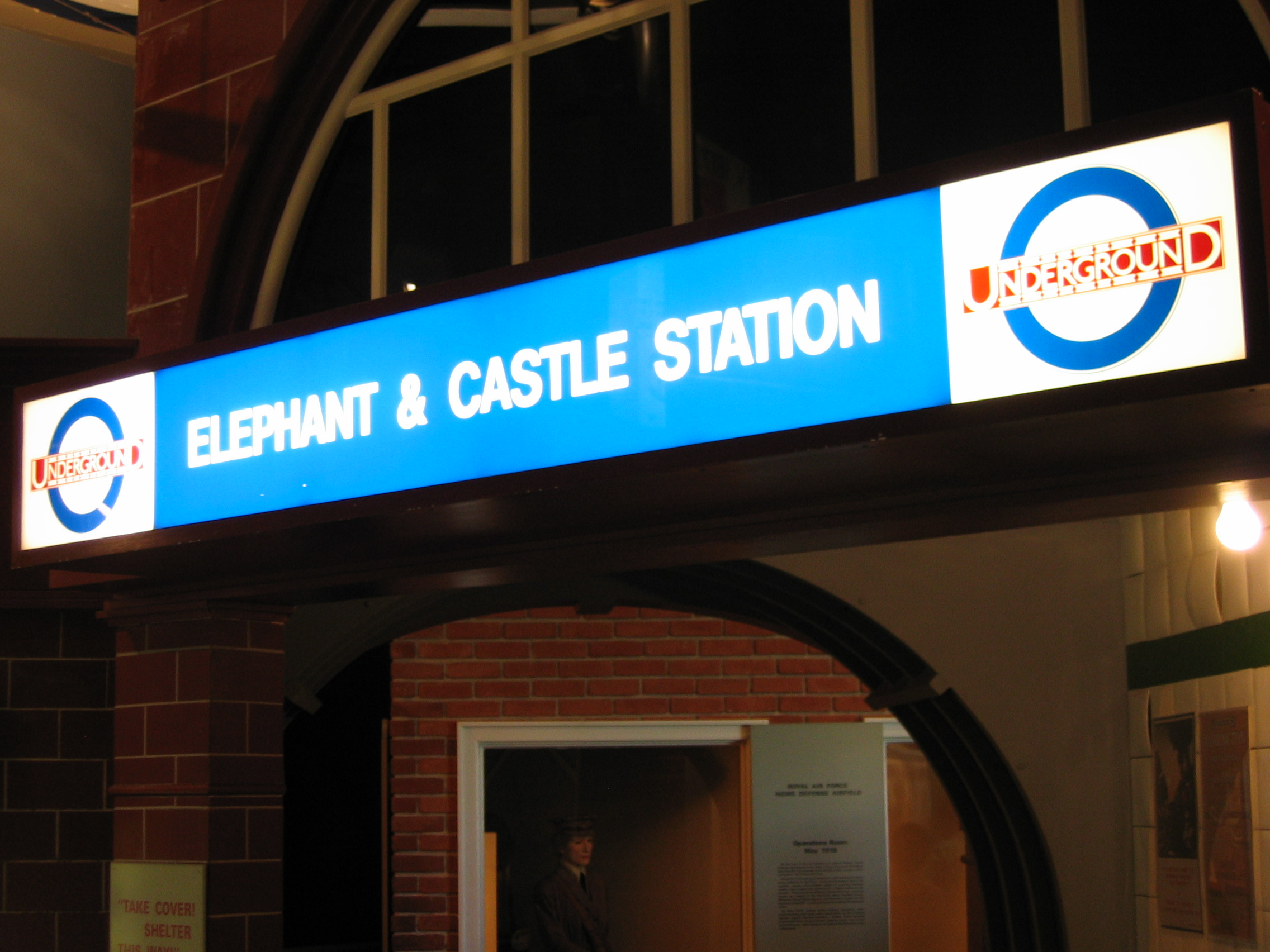
Copia del cartello della stazione al National Air and Space Museum